# Аш, Фёдор Юрьевич
Фёдор Юрьевич Аш (урождённый Фридрих Георг Аш, нем. Friedrich Georg von Asch; 1690, Силезия, Священная Римская империя — 1771 или 1773, Санкт-Петербург, Российская империя) — деятель русской почты, петербургский почт-директор (1726—1764), барон (1762). К услугам этого мастера перлюстрации прибегали все российские государи эпохи дворцовых переворотов.

## Биография
Родился в Силезии в 1690 году. С 1706 или 1707 года находился на русской военной службе, поступив секретарём к генерал-поручику К. Э. Рейну, стоявшему тогда с русской армией в Польше, на силезской границе. Принимал участие в разных походах и сражениях: в 1709 году во время победы под Полтавой и в 1711 году в турецком походе и при взятии Браилова. Во время военных походов Петра I был начальником армейской почты. Якоб Штелин обязан ему несколькими характерными рассказами о Петре I.
После смерти Рейна назначен флигель-адъютантом при командовавшем на Украине кавалерией генерале Р. Х. Бауэре, но вслед за тем откомандирован в Митаву, где до 1719 года состоял при дворе герцогини Анны Иоанновны. В 1719 году в Вену был командирован с секретным назначением генерал-поручик И. Б. Вейсбах, и барон П. П. Шафиров, знавший способности Аша вести секретную корреспонденцию, рекомендовал его генералу и обер-гофмейстеру П. М. Бестужеву-Рюмину как прекрасного чиновника для подобного рода корреспонденции при генерале Вейсбахе. В Вене последний успел возобновить добрые отношения между обоими дворами и, кроме того, склонить гостившего в столице Австрии герцога Шлезвиг-Голштинского к более тесному союзу с Россией. Вся шифрованная переписка по этим дипломатическим делам велась Ашем лично.
Пётр оценил вклад Аша в развитие почтового дела. Кроме денежной награды в 1000 рублей, государь назначил его в 1724 году секретарём столичного почтамта «с таким обнадеживанием, что по смерти находившагося тогда при глубокой старости и в не состоянии здоровья почт-директора Крауза на место его произведён быть имеет». Заняв в 1726 году директорскую должность, Аш занимался, среди прочего, распространением единственной тогда в России газеты.

С вступлением на престол Анны Иоанновны получает многочисленные земли в Лифляндии, значительные денежные суммы. Переданные ему императрицей так называемые «шкатульные деньги» в сумме 136 000 рублей Аш перевёл в Амстердамский банк для «неизвестного лица», причем сам ими никогда не пользовался.
Аш был неоценим для русской дипломатии, ибо на протяжении многих лет аккуратно вскрывал письма иностранных дипломатов и вообще тех лиц, которые интересовали русское правительство. Так, во время дела Лопухиных ему предписывалось все письма на имя фигурантов дела «поворачивать» в Тайную канцелярию. Корреспонденцию иностранных дипломатов Аш умел не только вскрыть, но и после изучения и копирования вновь запечатать, прошить ниткой и скрепить поддельной печатью — так, чтобы у адресата не возникло никаких подозрений. Деятельность «чёрного кабинета» известна из донесений Аша к директору почт А. П. Бестужеву-Рюмину:

«Покорнейше доношу, что я не премину списываемые унтер-библиотекарем копии с оригинальными письмами прилежно сличать и находящиеся иногда погрешности в письме или цифири переправлять. Не меньше ж я и пробу делал, возможно ли заклеенные письма вскрыть, не повредя приметным образом куверта».
В июле 1744 года по случаю заключения мира со Швецией ему было пожаловано звание полковника, ещё через пять лет — в пожизненное владение мыза Хотыницы в Ямбургском уезде.
Екатерина II в начале своего царствования также была расположена к Ашу. Императрица писала Ашу «благосклонные письма и сочувствовала его глазным болезням». В 1762 году с согласия Екатерины Фёдор Аш вместе с потомством был возведён императором Францем I в баронское Священной Римской империи достоинство. Однако вскоре новоявленный барон оказался в опале. Екатерина посчитала его отношение к себе недостаточно почтительным и назначила ревизию столичного почтамта. В 1764 году Аш был обвинён в растрате огромных казённых сумм и 26 апреля уволен с наложением ареста на имущество. Умер в 1771 или 1773 году в бедности.

## Семья
У Фёдора Аша было три дочери и четверо сыновей:
- Иван Фёдорович Аш (1726—1807)[14] пользовался известностью искусного дипломата. В 1749 году поступил на государственную службу и был определён в должность коллегии-юнкера при Коллегии иностранных дел; затем, в 1754 году, был командирован в российское посольство в Вену, где состоял при имперском дворе. В 1783 году сын Франца I, император Иосиф II выдал ему диплом и утвердил герб на баронское достоинство, пожалованное отцу Аша. Из Вены Аш был переведён в Польшу, где до 1793 года состоял в должности советника канцелярии резидента. В 1794 году был схвачен восставшими поляками и некоторое время находился в плену. В 1794—1795 годах был последним русским резидентом в Речи Посполитой.
- Фёдор Фёдорович Аш (1728 — после 1808) — бригадир Русской императорской армии, известен как распространитель версии о том, что И. И. Шувалов — сын российской императрицы Анны Иоанновны и её фаворита, герцога Э. И. Бирона, за что был заключён в Динамюндскую крепость, позже, как «умалишённый», посажен в тюрьму Спасо-Евфимиева монастыря (Суздаль)[8].
- Григорий (Егор) Фёдорович Аш (1729—1807) — доктор медицины.
- Пётр Фёдорович Аш (1730—1781) — доктор медицины и член государственной медицинской коллегии в царствование Екатерины II, в Москве, был известен как искусный врач[4].